# 兵庫県道515号小原宝殿停車場線
兵庫県道515号小原宝殿停車場線（ひょうごけんどう515ごう おはらほうでんていしゃじょうせん）は、兵庫県姫路市から加古川市に至る一般県道である。

## 概要
姫路市飾東町小原から加古川市米田町平津に至る。路線の9割以上は加古川市を通り、両端がわずかに姫路市、高砂市内である。地元では志方街道と呼ばれている。
終点のJR西日本山陽本線・JR貨物 宝殿駅は加古川市・高砂市にまたがっており、駅本屋の駅長室が高砂市に属するため駅は高砂市所属となっているが、県道終点は加古川市域である。

### 路線データ
- 起点：姫路市飾東町小原（小原交差点、国道372号交点、兵庫県道372号山下飾東線終点）
- 終点：加古川市米田町平津（JR西日本山陽本線・JR貨物 宝殿駅前、兵庫県道388号飾東宝殿停車場線・兵庫県道391号伊保宝殿停車場線・兵庫県道393号生石宝殿停車場線終点）
- 総延長：10.137 km

## 路線状況

### 重複区間
- 兵庫県道388号飾東宝殿停車場線（高砂市神爪2丁目 - 高砂市神爪1丁目）
- 国道2号（高砂市米田町島・島交差点 - 加古川市米田町平津・宝殿駅前交差点）
- 兵庫県道393号生石宝殿停車場線（高砂市米田町島・島交差点 - 加古川市米田町平津（終点））
- 兵庫県道391号伊保宝殿停車場線（加古川市米田町平津・宝殿駅前交差点 - 加古川市米田町平津（終点））

### 道路施設

#### 橋梁
- 姫ケ峠橋（切池谷川、姫路市）
- 地蔵橋（法華山谷川、加古川市）
- 志茂野橋（法華山谷川、加古川市）

## 地理

### 通過する自治体
- 姫路市
- 加古川市
- 高砂市
- 加古川市

### 交差する道路
| 交差する道路 | 市町村名 | 交差する場所 | 交差する場所       |
| --- | -------- | ------------ | ------------------ |
| 国道372号 兵庫県道372号山下飾東線                                                                                   | 姫路市   | 飾東町小原   | 小原交差点 / 起点  |
| 兵庫県道717号一乗寺法華口線                                                                                         | 加古川市 | 志方町畑     |                    |
| 兵庫県道118号小野志方線                                                                                             | 加古川市 | 志方町志方町 | 志方小学校前交差点 |
| 兵庫県道65号神戸加古川姫路線                                                                                        | 加古川市 | 志方町志方町 | 志方皿池交差点     |
| 兵庫県道389号志方魚橋線                                                                                             | 加古川市 | 志方町志方町 | 志方南町交差点     |
| 兵庫県道387号平荘魚橋線                                                                                             | 加古川市 | 西神吉町岸   |                    |
| 国道2号 / 加古川バイパス                                                                                            | 加古川市 | 西神吉町岸   | 岸交差点           |
| 兵庫県道388号飾東宝殿停車場線 重複区間起点                                                                          | 高砂市   | 神爪2丁目    |                    |
| 兵庫県道388号飾東宝殿停車場線 重複区間終点                                                                          | 高砂市   | 神爪1丁目    |                    |
| 国道2号 重複区間起点 兵庫県道393号生石宝殿停車場線 重複区間起点                                                     | 高砂市   | 米田町島     | 島交差点           |
| 国道2号 重複区間終点 兵庫県道391号伊保宝殿停車場線 重複区間起点                                                     | 加古川市 | 米田町平津   | 宝殿駅前交差点     |
| 兵庫県道388号飾東宝殿停車場線 兵庫県道391号伊保宝殿停車場線 重複区間終点 兵庫県道393号生石宝殿停車場線 重複区間終点 | 加古川市 | 米田町平津   | 終点               |

### 交差する鉄道
- 山陽本線

### 沿線
- 加古川市立志方小学校
- JR西日本山陽本線・JR貨物 宝殿駅